# Musée Sergueï-Paradjanov
Le musée Sergueï-Paradjanov est un musée consacré à la carrière du cinéaste Sergueï Paradjanov situé à Erevan en Arménie.
Le musée a ouvert ses portes en 1991, un an après la mort du cinéaste.

## Description
Outre des éléments de collection relatifs au cinéma, sont exposées des créations graphiques de Paradjanov comme des dessins, des collages, des assemblages etc.

## Galerie

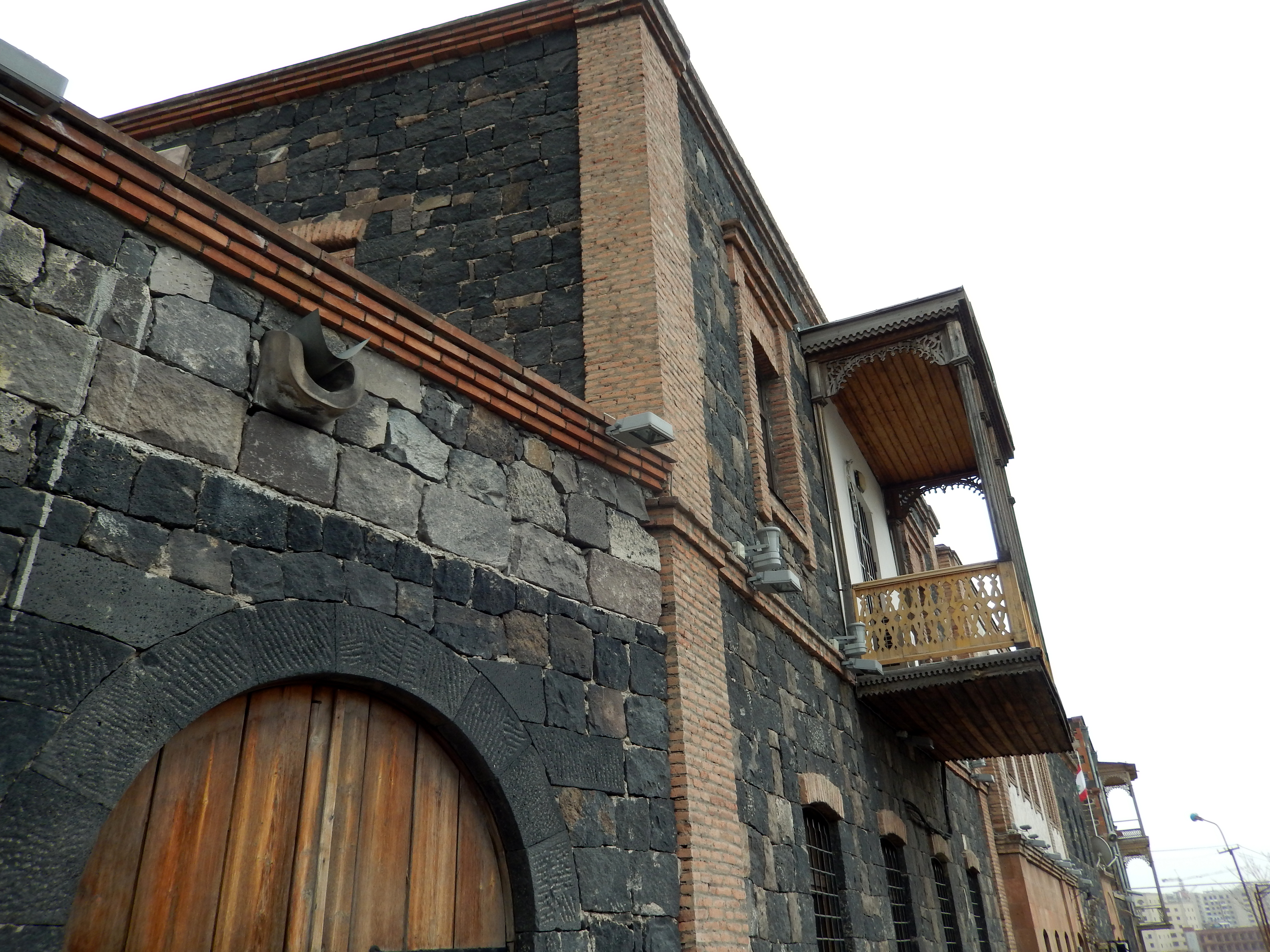
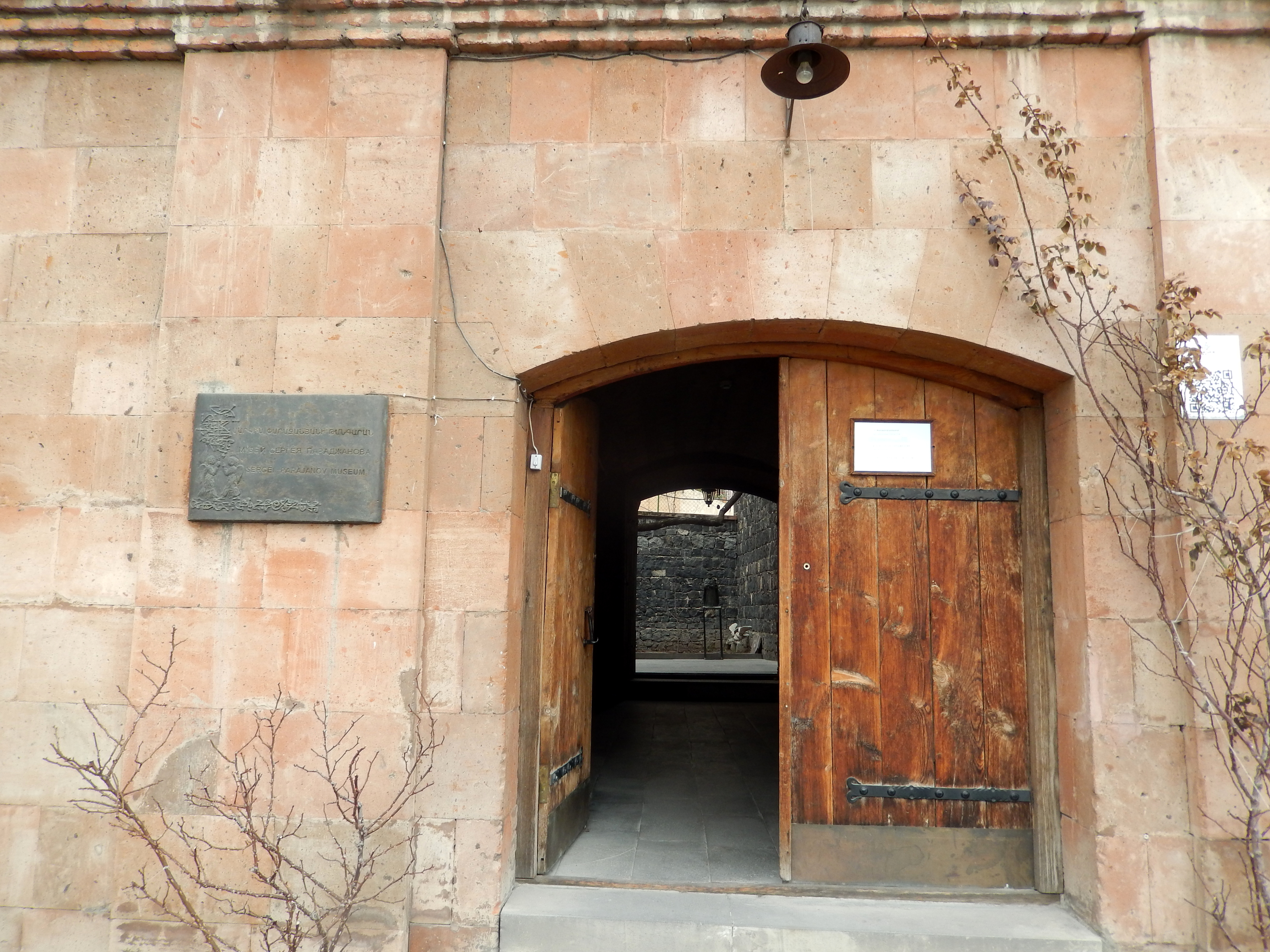
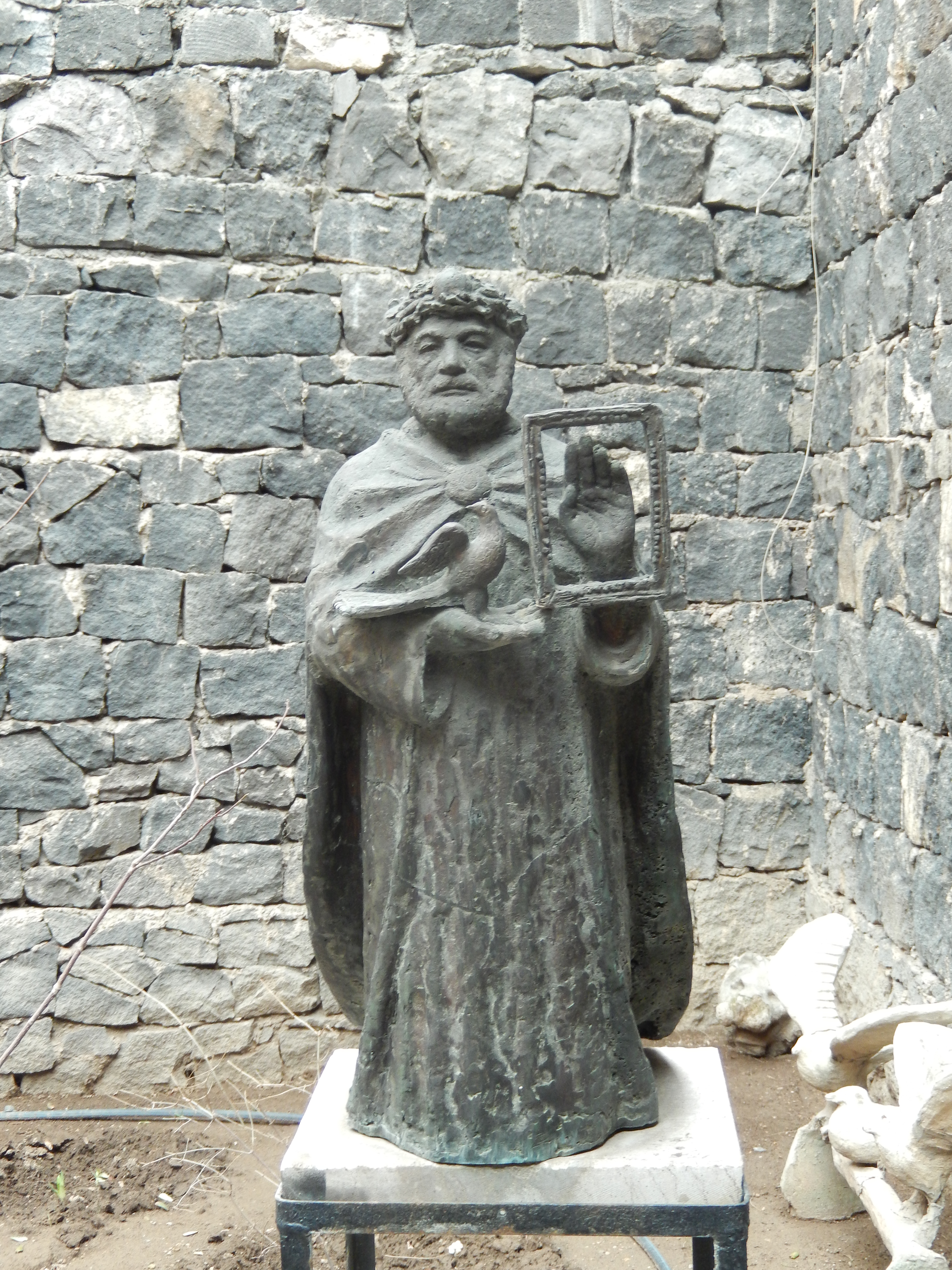
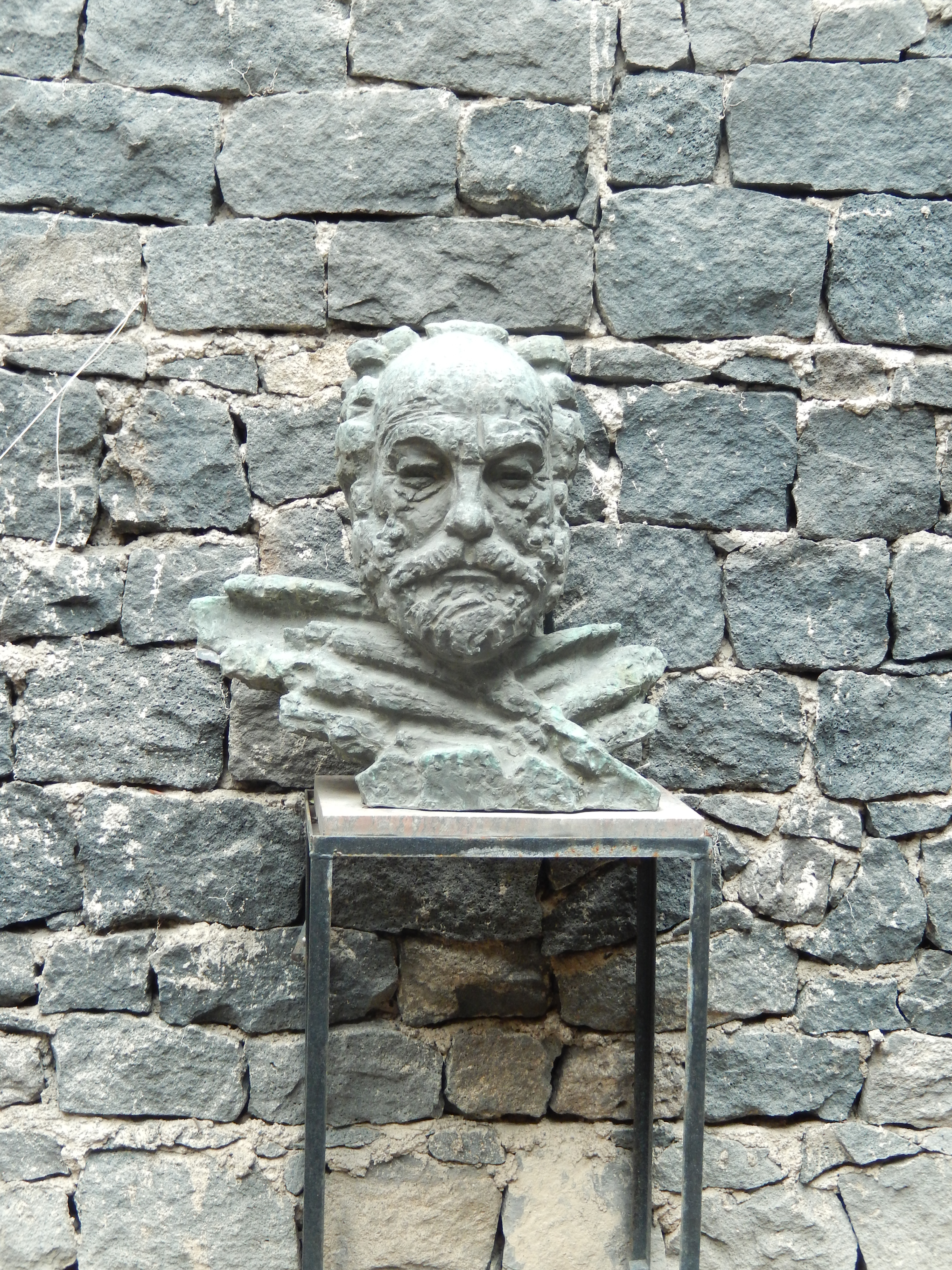
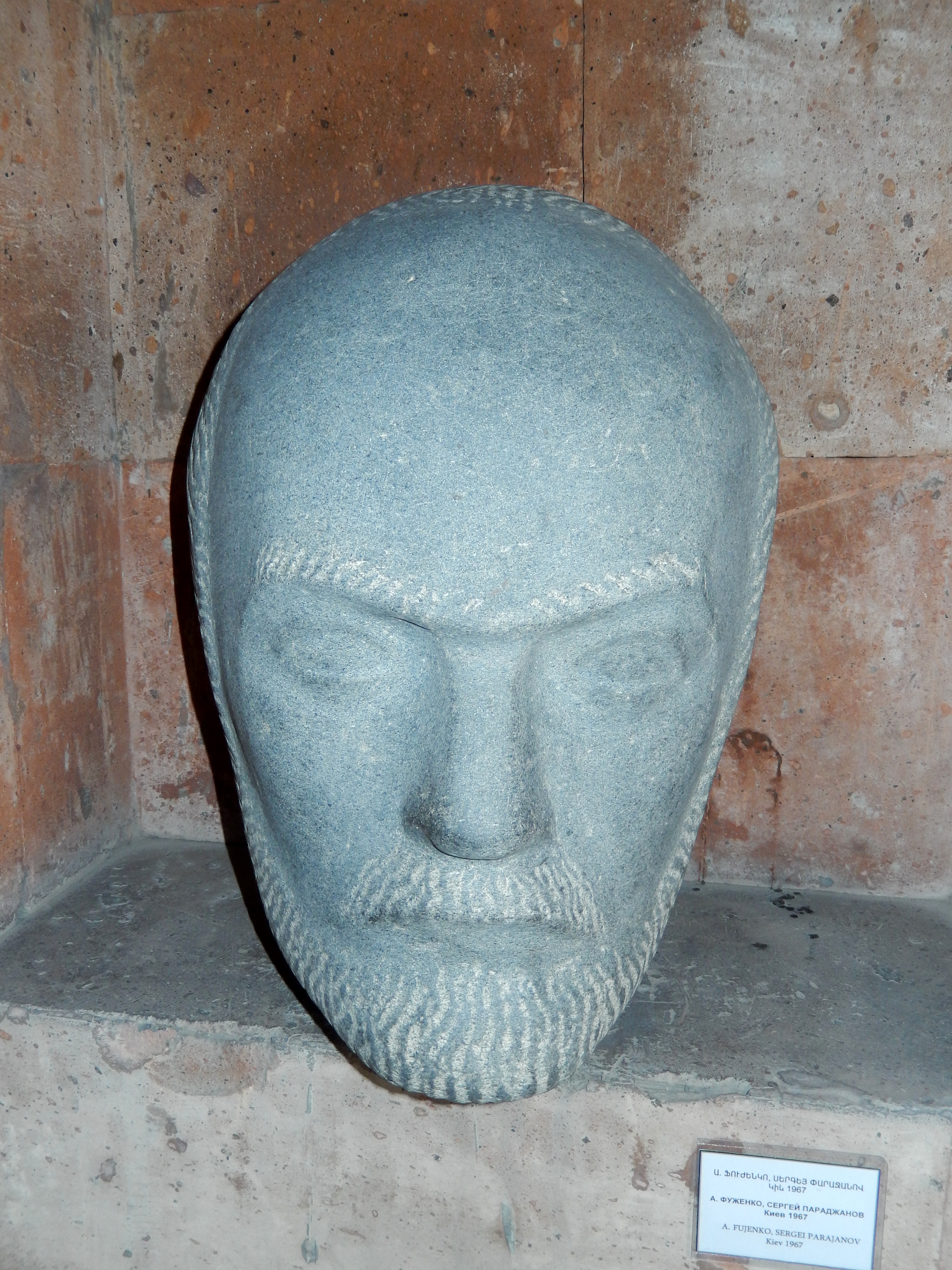
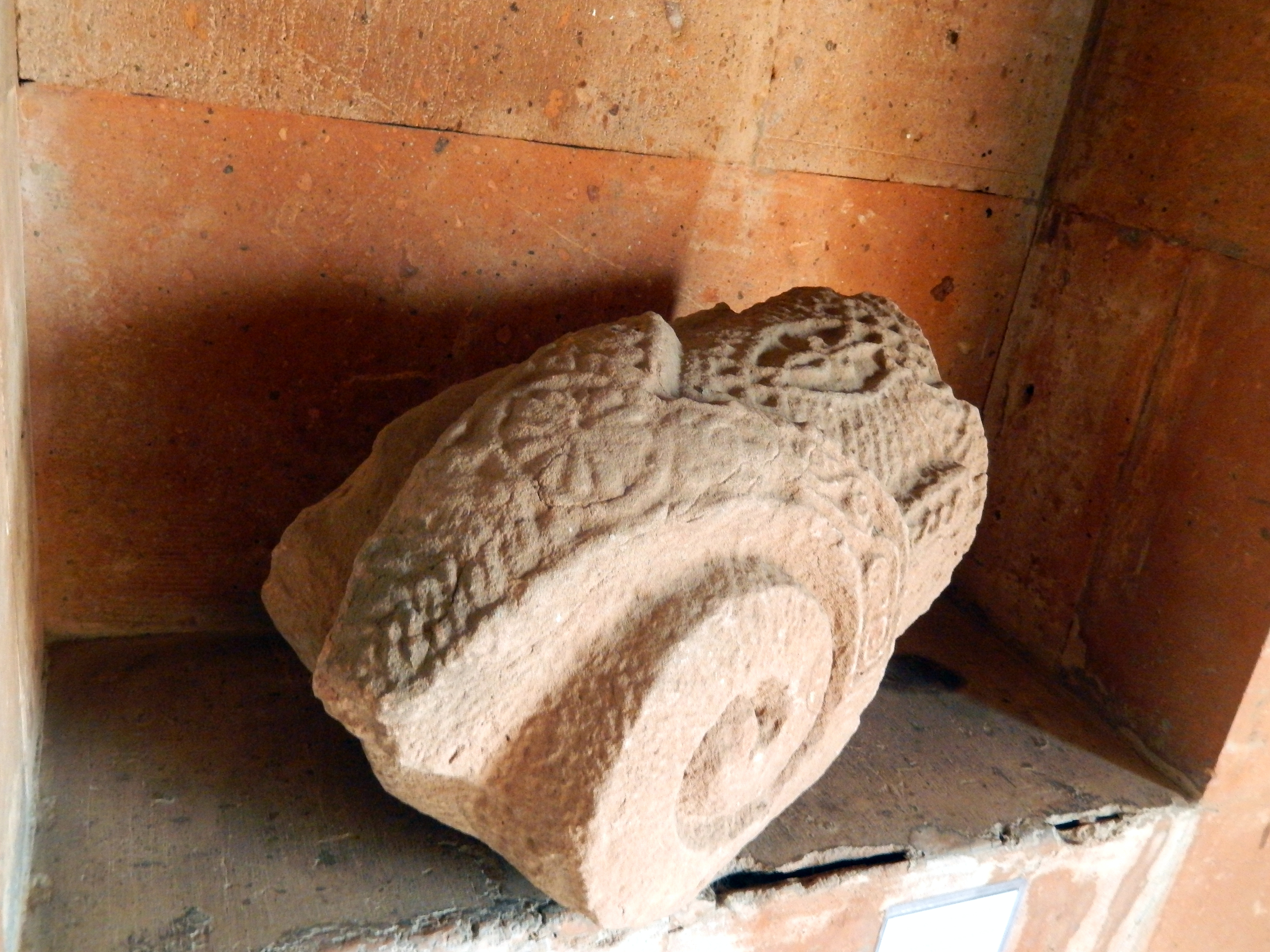
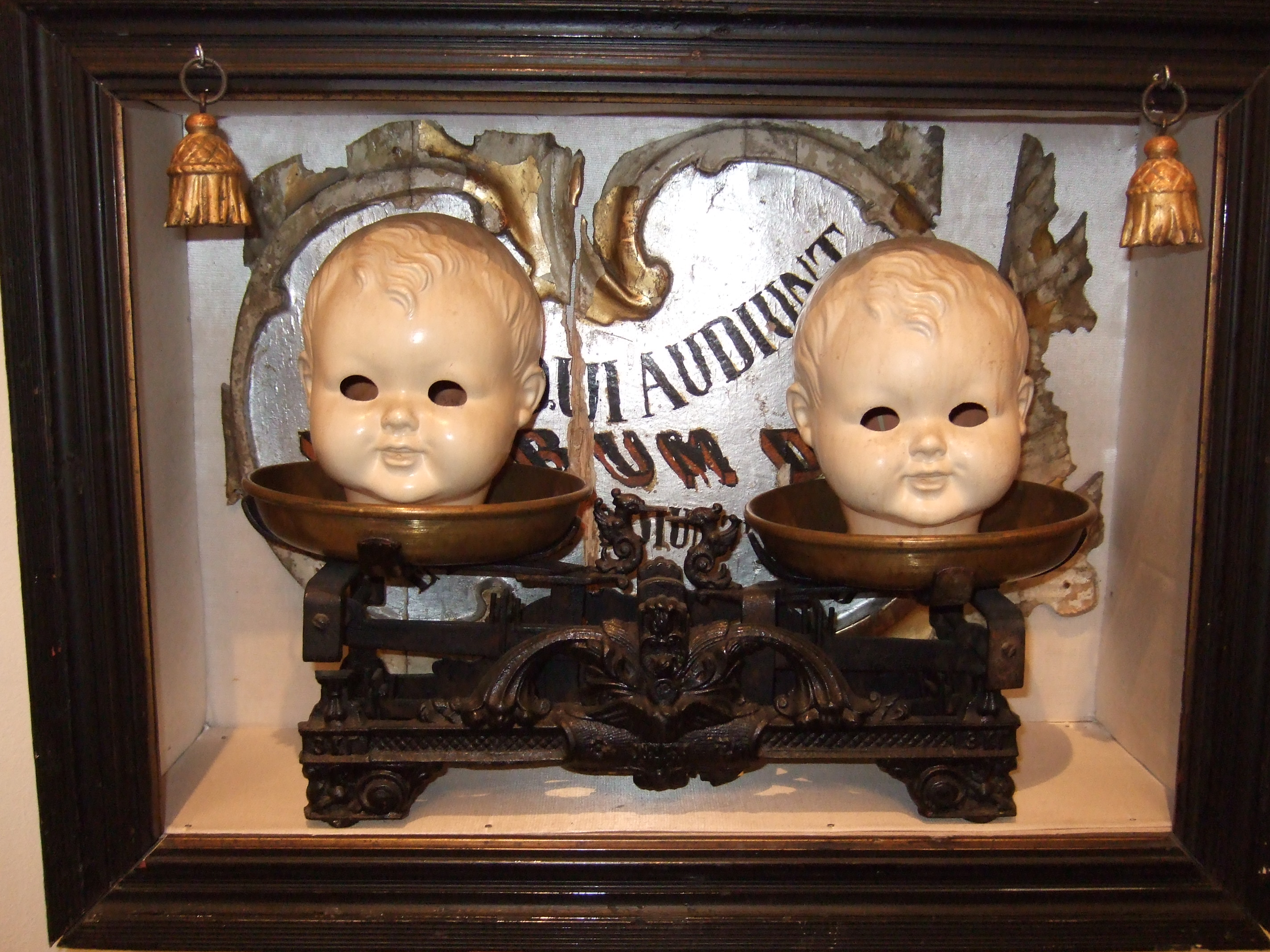